# Rottenbach (Turingia)
Rottenbach (Thüringen) este o comună din landul Turingia, Germania.